# 周强 (1962年)
周强（1962年2月—？），男性，汉族，中共党员，甘肃渭源人，中华人民共和国政治人物。曾任甘肃省庆阳市长、中共临夏州委书记、甘肃省发展和改革委员会主任等职务，2017年4月跳入黄河后下落不明。

## 生平
周强出生于渭源县会川镇西关村，早年在甘肃省林业学校林业专业学习，毕业后进入甘肃省林业主管机关任职，先后担任省林业勘察设计院技术员、省林业厅造林处干事、资源处副处长、计划财务处处长等职务，期间还曾在甘肃农业大学、西北农业大学深造。2000年8月，调任甘南藏族自治州副州长。2002年回到兰州，出任甘肃省发展计划委员会副主任，2004年，发展计划委员会改制为发展和改革委员会后，周强成为新成立的甘肃省发改委副主任，2005年转任甘肃省人民政府副秘书长。
2008年3月，周强外放庆阳，出任该市党委副书记、代理市长，并于同年7月转正。2012年调离庆阳，转任中共临夏州委书记。2015年，他回到兰州，担任甘肃省发展和改革委员会主任。2017年4月30日，周强跳入黄河，从此下落不明，同年6月9日，甘肃省人大常委会免去他的甘肃省发改委主任一职，而该职务空缺直到六个月后才由前中共酒泉市委书记康军接任。